# Chariaspilates gloriosaria
Chariaspilates gloriosaria là một loài bướm đêm trong họ Geometridae.